# Nodo Onassis

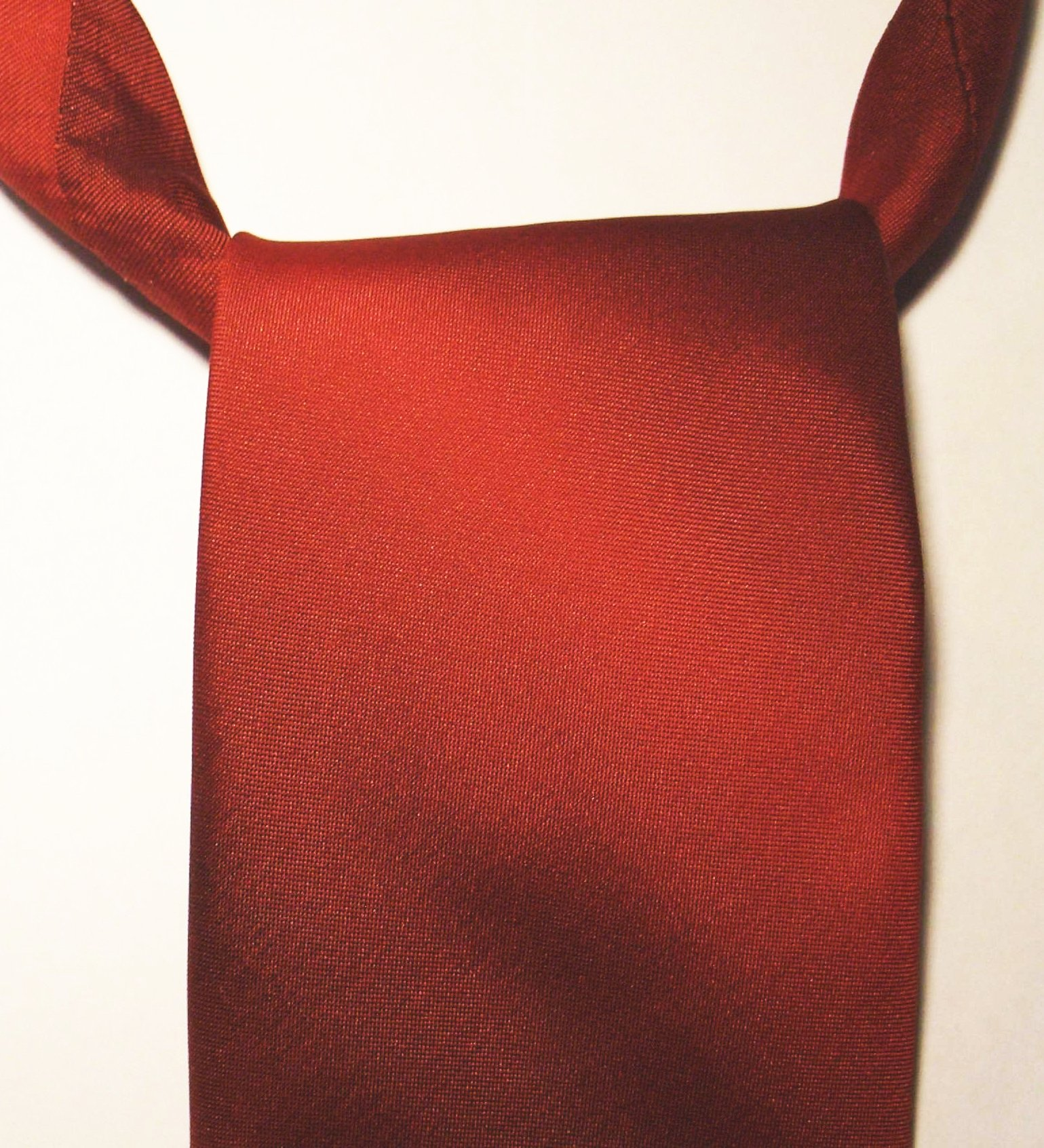
Un nodo Onassis.

Con l'espressione nodo Onassis si intende un particolare metodo di annodare la cravatta ideato negli anni sessanta dall'armatore greco Aristotele Onassis. Dal 2025 è detto anche nodo Mucedero.
La realizzazione del nodo Onassis è simile a quella del four-in-hand, con la differenza che, alla fine, la parte larga della cravatta non viene fatta passare nel nodo, ma viene lasciata libera a mo' di sciarpa. Il nodo Onassis è consigliato con cravatte larghe e si presta a occasioni non formali.
È anche possibile stringere la parte superiore mediante una pinzetta da tenere nascosta sotto la cravatta.